# ゲルマン＝ロウの定理
場の量子論において、ゲルマン＝ロウの定理（ゲルマンロウのていり、英: Gell-Mann and Low theorem）とは、断熱的に相互作用を導入した際に、相互作用がある系の固有状態が相互作用がない系の固有状態の時間発展と対応づけられることを主張する定理。ゲルマン＝ロウの公式とも呼ばれる。1951年に米国の物理学者マレー・ゲルマンとフランシス・S・ロウによって示された。場の量子論ではn点相関関数はハイゼンベルク描像における場の演算子の時間順序積の真空期待値として定義されるが、ゲルマン＝ロウの定理により、相互作用描像での真空期待値として計算することが可能になる。

## 定理
ハミルトニアン{\displaystyle H}は{\displaystyle H=H_{0}+V}と固有値、固有状態が求まる可解なハミルトニアンの項{\displaystyle H_{0}}と相互作用項{\displaystyle V}に分けられるとする。このとき、次のように仮想的に相互作用の断熱的なオン・オフを行う。
{\displaystyle H(t)=H_{0}+e^{-\epsilon |t|}\,V}
ここで{\displaystyle \epsilon }は正の微小量であり、計算の最後に{\displaystyle \epsilon \to 0+}とする極限をとるものとする。無限大の過去{\displaystyle t=-\infty }では{\displaystyle H(-\infty )}は相互作用がない{\displaystyle H_{0}}である。{\displaystyle t=-\infty }から断熱的な変化として、徐々に相互作用を印加していくと、{\displaystyle t=0}で{\displaystyle H(0)}は{\displaystyle H_{0}+V}に一致する。{\displaystyle t=0}からは断熱的に相互作用を切っていき、無限大の未来{\displaystyle t=+\infty }では{\displaystyle H(+\infty )}は再び相互作用がない{\displaystyle H_{0}}に戻る。{\displaystyle |\Psi _{0}\rangle }を{\displaystyle H_{0}}の固有値{\displaystyle E_{0}}の固有状態とし、次の状態を導入する。
{\displaystyle |\Psi _{\epsilon }^{\pm }\rangle :={\frac {U_{\epsilon \,I}(0,\pm \infty )|\Psi _{0}\rangle }{\langle \Psi _{0}|U_{\epsilon \,I}(0,\pm \infty )|\Psi _{0}\rangle }}}
ここで、{\displaystyle U_{\epsilon \,I}(t,s)}は相互作用表示における時間発展作用素
{\displaystyle U_{\epsilon \,I}(t,s)=e^{+{\frac {i}{\hbar }}H_{0}t}U_{\epsilon }(t,s)e^{-{\frac {i}{\hbar }}H_{0}t}}
である。
ゲルマン＝ロウの定理は、{\displaystyle \epsilon \to 0+}とする極限をとった際に、{\displaystyle |\Psi _{\epsilon }^{\pm }\rangle }の極限{\displaystyle |\Psi ^{\pm }\rangle }が存在すると、{\displaystyle |\Psi ^{\pm }\rangle }が{\displaystyle H=H_{0}+V}の固有状態となることを主張する。

## 相関関数の計算
{\displaystyle \phi (x)}をハイゼンベルク描像における場の演算子とする。相互作用のない固有状態として、基底状態、すなわち、自由真空{\displaystyle |0\rangle {}_{0}}をとる。{\displaystyle |0\rangle {}_{0}}に対し、相互作用のある系での真空を{\displaystyle |0\rangle }とすると、ゲルマン＝ロウの定理により、次の関係式が得られる。
{\displaystyle \langle 0|T\phi (x_{1})\phi (x_{2})\cdots \phi (x_{n})|0\rangle ={\frac {{}_{0}\langle 0|T\phi _{I}(x_{1})\phi _{I}(x_{2})\cdots \phi _{I}(x_{n})\exp {{\biggl (}-{\frac {i}{\hbar }}\int V_{I}(t)dt{\biggr )}}|0\rangle {}_{0}}{{}_{0}\langle 0|T\exp {{\biggl (}-{\frac {i}{\hbar }}\int V_{I}(t)dt{\biggr )}}|0\rangle {}_{0}}}}